# Yukiharu Suzuki
Yukiharu Suzuki (jap. 鈴木 幸春, Suzuki Yukiharu; * um 1940) ist ein japanischer Badmintonspieler. 

## Karriere
Yukiharu Suzuki wurde 1961 japanischer Studentenmeister im Herrendoppel mit Yoshio Komiya. 1963 siegte er bei den nationalen Titelkämpfen im Doppel mit Yoshiaki Tōjō. 1968 gewann er einen weiteren Titel bei den Erwachsenenmeisterschaften im Mixed mit Tomiko Ariki.

## Sportliche Erfolge
| Saison | Veranstaltung                   | Disziplin    | Platz | Name                            |
| ------ | ------------------------------- | ------------ | ----- | ------------------------------- |
| 1961   | Japan: Studentenmeisterschaften | Herrendoppel | 1     | Yukiharu Suzuki / Yoshio Komiya |
| 1963   | Japan: Einzelmeisterschaften    | Herrendoppel | 1     | Yukiharu Suzuki / Yoshiaki Tōjō |
| 1968   | Japan: Erwachsenmeisterschaften | Mixed        | 1     | Yukiharu Suzuki / Tomiko Ariki  |